# 波赫丹尼夫卡 (德拉比尼夫卡市鎮)
49°19′51″N 34°35′2″E / 49.33083°N 34.58389°E
波赫丹尼夫卡（羅馬化：Bohdanivka）是烏克蘭的村落，位於該國中部波爾塔瓦州，由波爾塔瓦區的德拉比尼夫卡市鎮負責管轄，面積2.52平方公里，海拔高度85米，每年平均降雨量460至560毫米，2001年人口272。